# 3 мая (Польша)

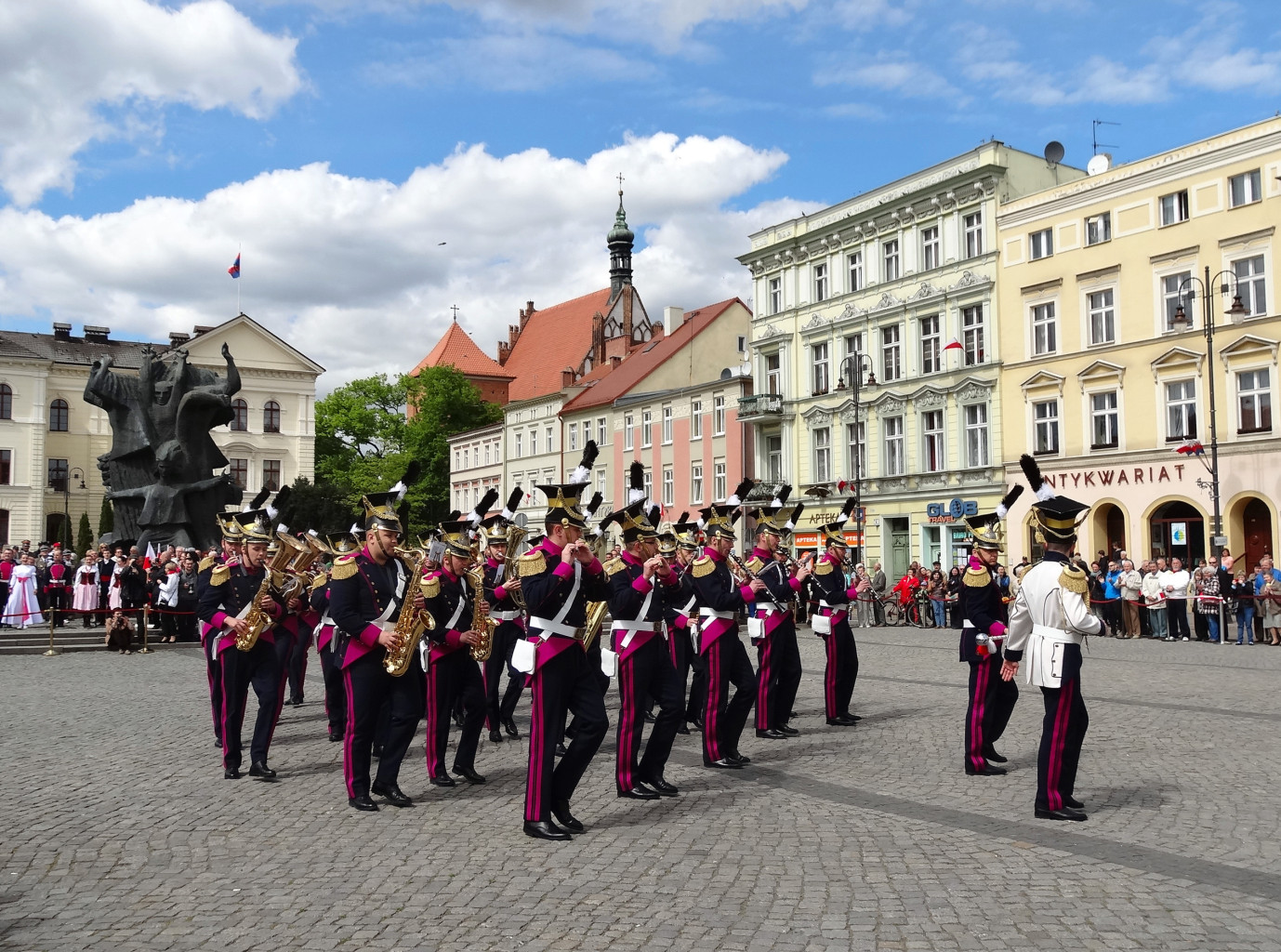
Парад к 3 мая в Быдгоще

Национальный праздник Третьего Мая — польский праздник, отмечаемый 3 мая, в честь принятия Конституции Речи Посполитой 3 мая 1791 года — первой конституции в Европе, установленный 5 мая 1791 года и возобновлённый в 1990 году.
Этот день является нерабочим.

## Установление даты
3 мая 1791 года была принята первая конституция современной Европы и вторая в мире после американской. Третьей была Конституция Франции. Конституция была принята Великим Сеймом, который был созван в октябре 1788.

## Установление праздника
Впервые праздник был объявлен уже 5 мая 1791 года, через два дня после принятия Конституции.
Начиная с 2007 года, 3 мая также является национальным праздником Литвы. 

## Галерея

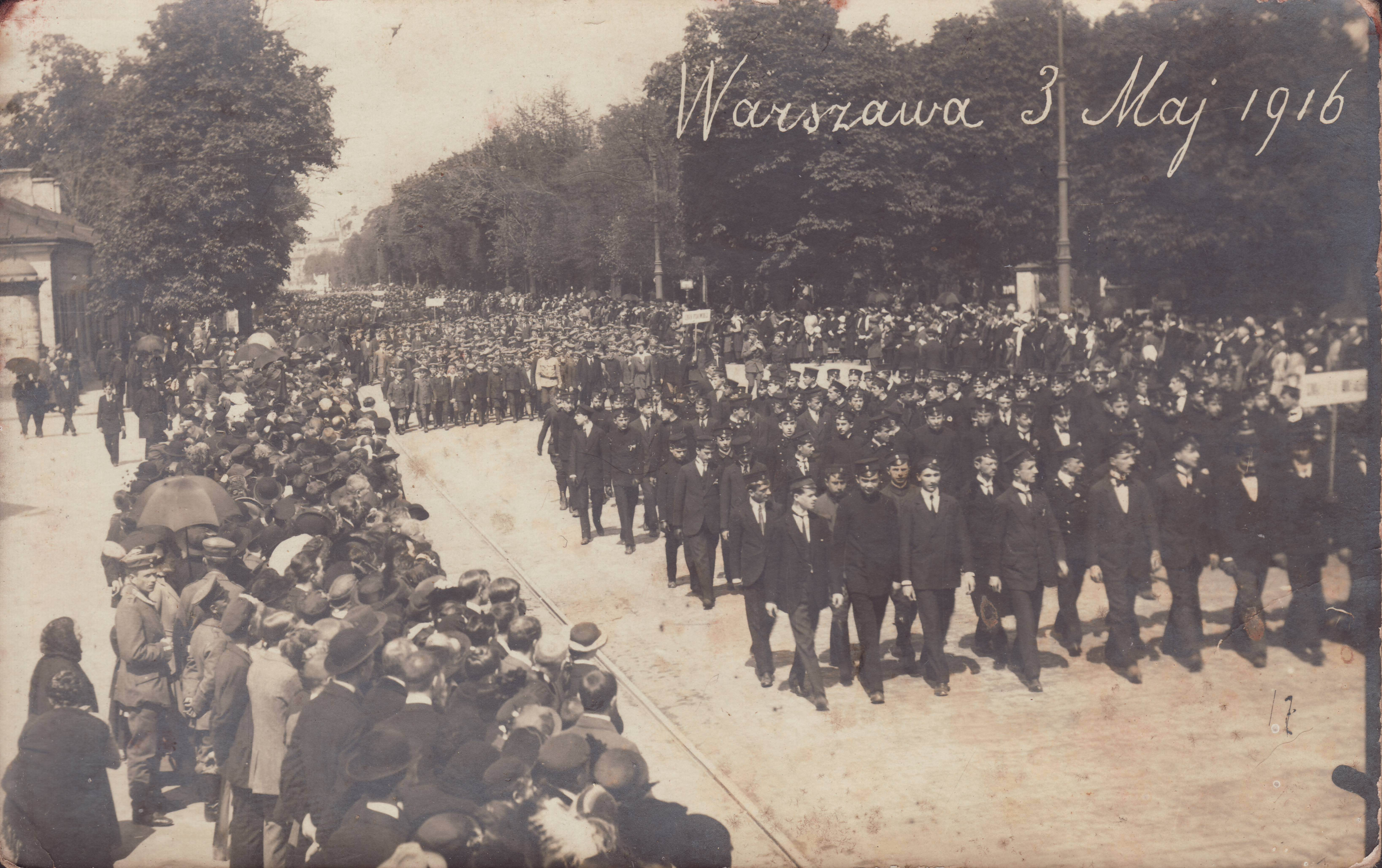
Первая с 1830 года законная патриотическая манифестация в Варшаве в 1916 г.
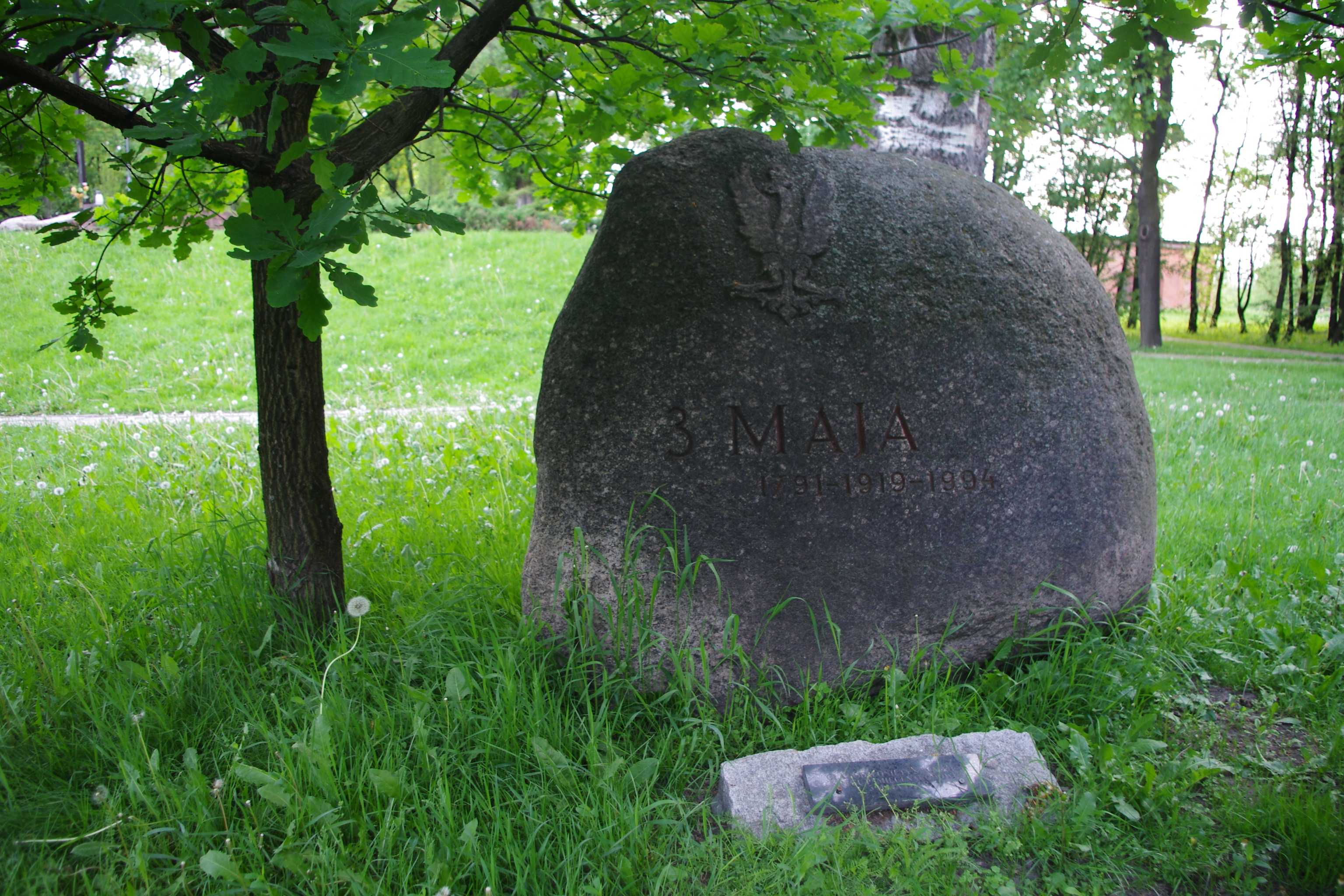
Памятный камень в парке имени Ромуальда Траугутта в Варшаве о принятии Конституции 3 мая 1791 года, и создании Национального праздника 3 Мая
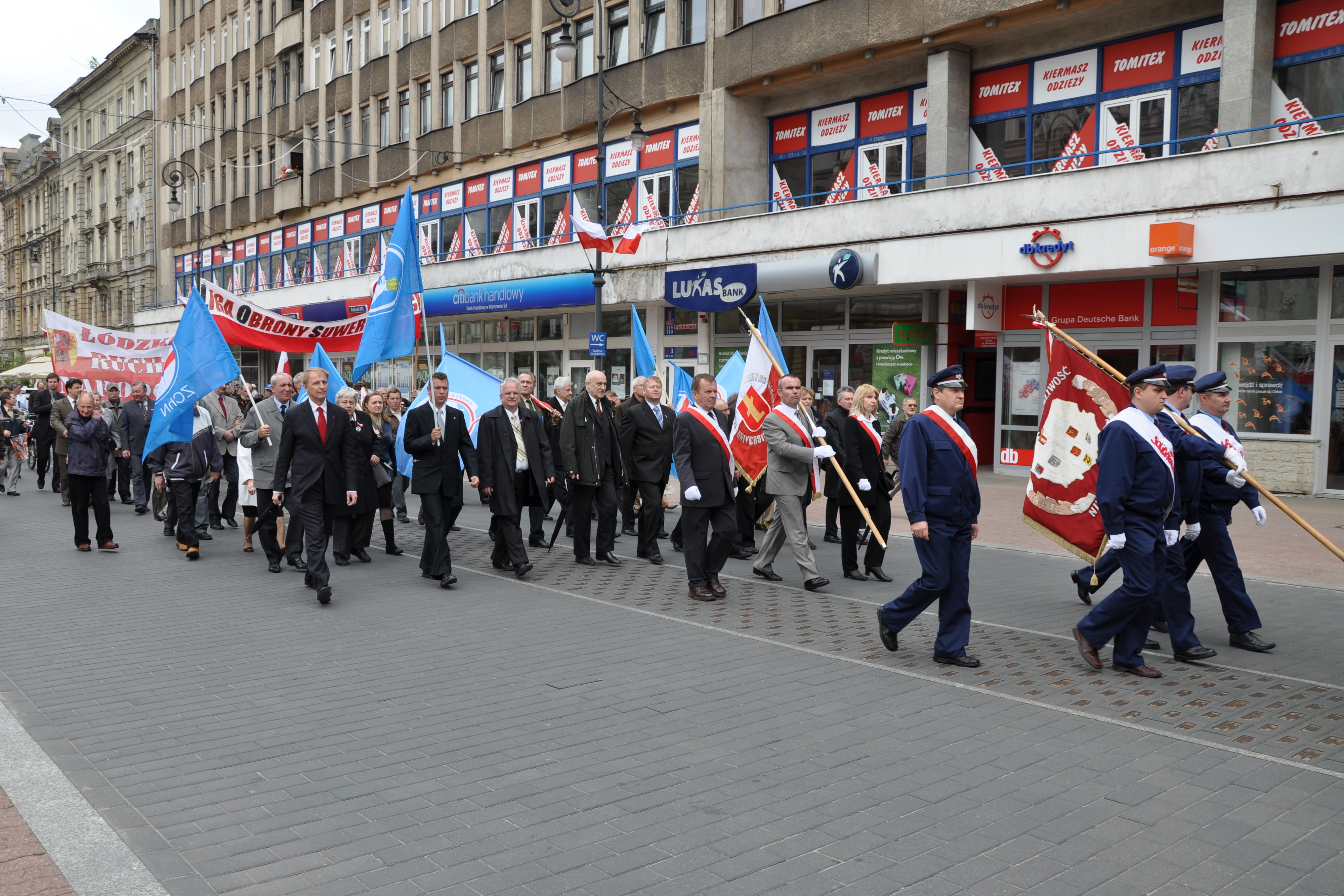
Шествие 3 мая в Лодзе, 2010
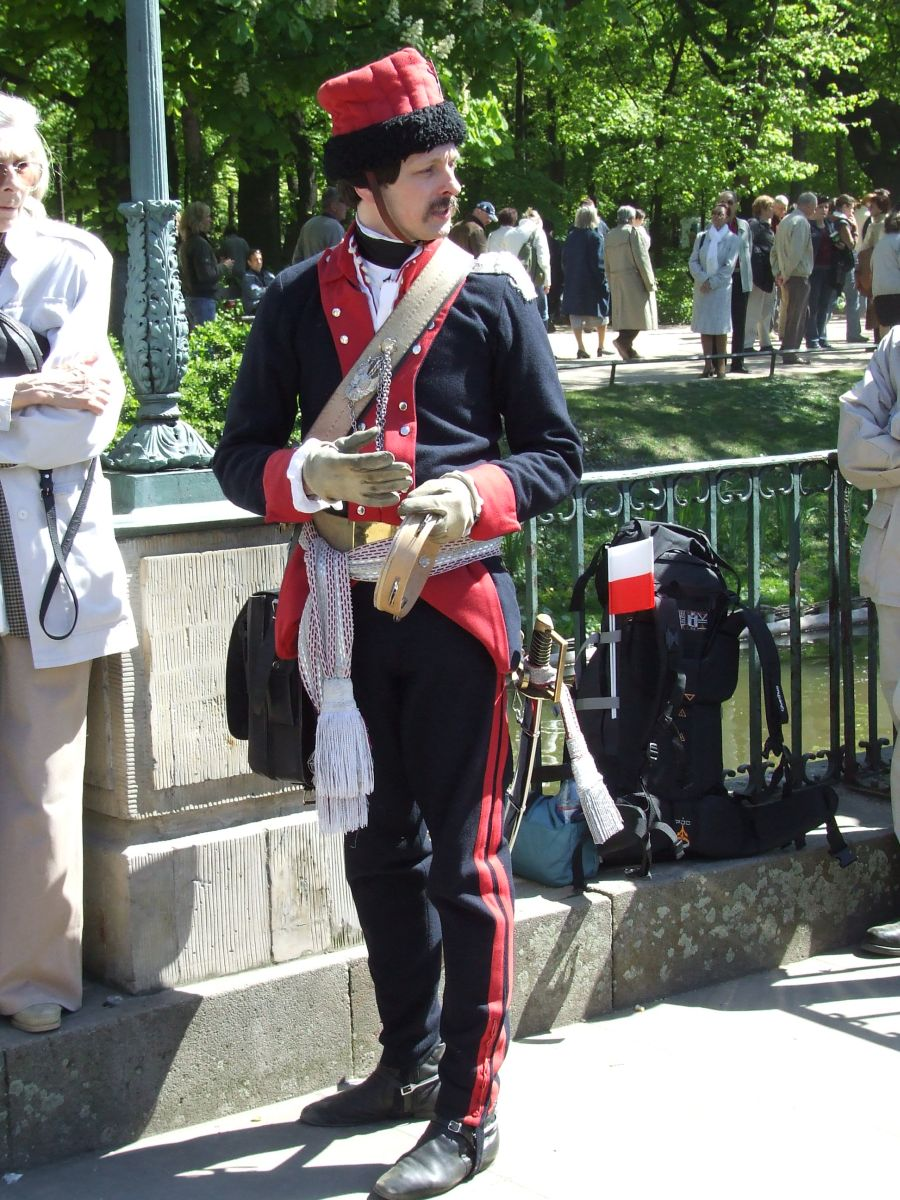
Королевские лазенки в Варшаве, 2007 (мужчина в форме солдата кавалерии XVIII в.)
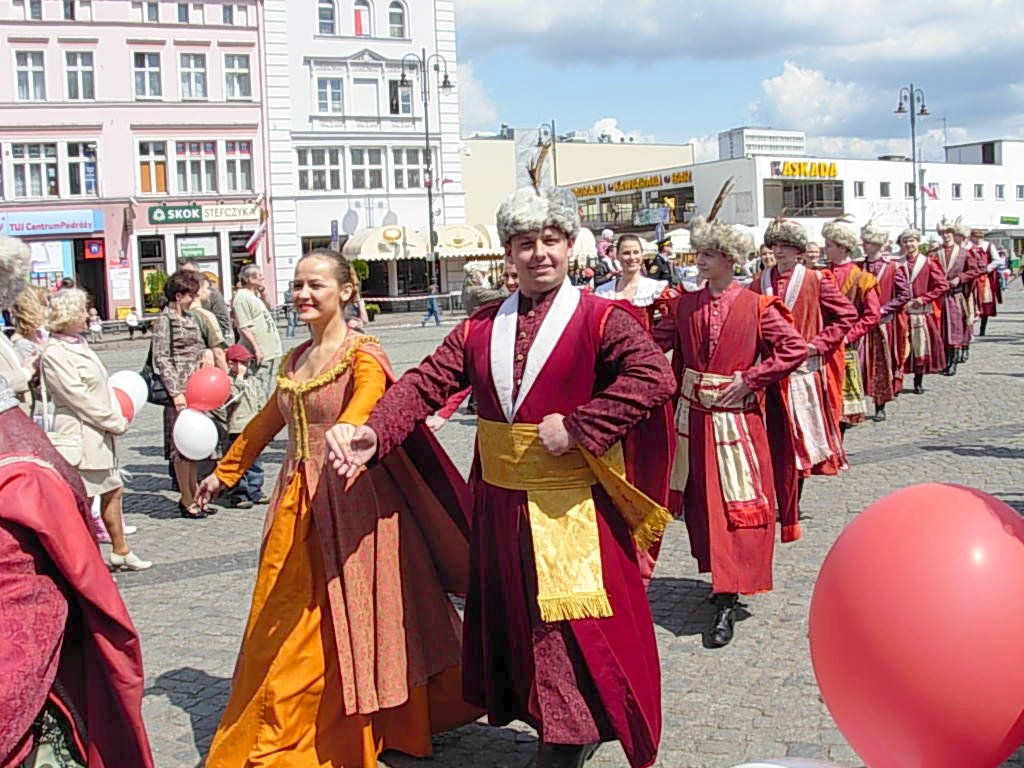
Танцы время празднования дня Третьего Мая на Старом Рынке в Быдгоще, 2009
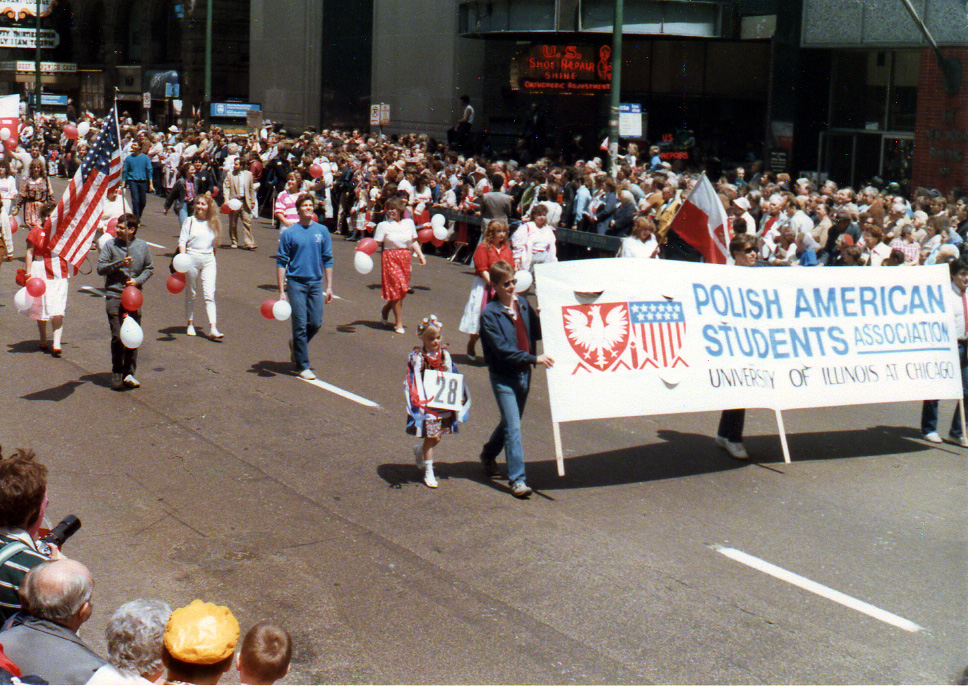
Парад в честь Дня польской Конституции, Чикаго, 1999